# Agabius z Verony
Svatý Agabius z Verony žil ve 3. století a byl biskupem Verony. Zemřel asi roku 250.
Jeho svátek se slaví 4. srpna.